# Tomás da Encarnação da Costa e Lima
Tomás da Encarnação da Costa e Lima, C.R.S.A. (Salvador, 25 de junho de 1723 - Olinda, 14 de janeiro de 1784) foi um prelado da Igreja Católica português, bispo de Olinda, o primeiro brasileiro a ocupar uma Sé no país.

## Biografia
Nascido em São Salvador da Bahia, tinha por nome Antônio da Costa e Lima, entrando no Colégio dos Jesuítas de Salvador para receber suas primeiras instruções em filosofia. Depois, ele entrou no Mosteiro de Santa Cruz de Coimbra no dia 21 de março de 1747, como primeiro brasileiro cujo ingresso é conhecido na Ordem dos Cônegos Regrantes de Santo Agostinho. Foi ordenado diácono em 28 de abril de 1748 e ordenado padre em 1 de maio do mesmo ano pelo Arcebispo da Bahia, Dom Frei José Fialho, O.Cist. Formou-se em teologia, belas artes e direito pela Universidade de Coimbra. Foi professor da Academia Litúrgica de Coimbra, onde lecionou História Eclesiástica.
Foi nomeado bispo de Olinda por Dom José I com influência do Marquês de Pombal em 15 de outubro de 1773, sendo confirmado pela Santa Sé em 18 de abril de 1774 e sendo consagrado em 29 de maio do mesmo ano, pelas mãos de Dom João Cosme Cardeal da Cunha, arcebispo de Évora, coadjuvado por Dom António Bonifácio Coelho, arcebispo-auxiliar de Lisboa e por Dom Bartolomeu Manuel Mendes dos Reis, bispo de Mariana. Chegou em Recife 36 dias depois e tomou posse canônica em 8 de setembro.Promoveu o Regalismo pela diocese.
Implementou diversas melhorias na administração diocesana, mas teve diversos problemas para a afirmação de seu poder como no caso da formulação de denúncia junto a Martinho de Melo e Castro contra o vigário frei João da Cunha Meneses, que mandou ofício contra o governador José César Meneses.
Faleceu em Olinda em 14 de janeiro de 1784 e encontra-se sepultado na Catedral de Olinda.

## Obras
- Collectio Institutionem Academiae Liturgicae Pontificiae Exhibens Atque Lucubrationes Anni 1758/ 1761. Ex Praelo Academiae Pontificiae, Coimbra, 1759 – 1762. (em latim)
- Historia Ecclesiae Lusitanae Per Singula Saecula ab Evangelio promulgato. Ex Praelo Academiae Pontificiae, 4 tomos, Coimbra, 1759 – 1762.